# Dolcourt
Dolcourt est une commune française située dans le département de Meurthe-et-Moselle en région Grand Est.

## Géographie
Arrosé par le ruisseau d'uvry, le territoire communal de 608 hectares comprenait, d'après les données Corine land Cover, en 2011, 60 % de prairies, 30 % de forêt et 10 % de zones agricoles.

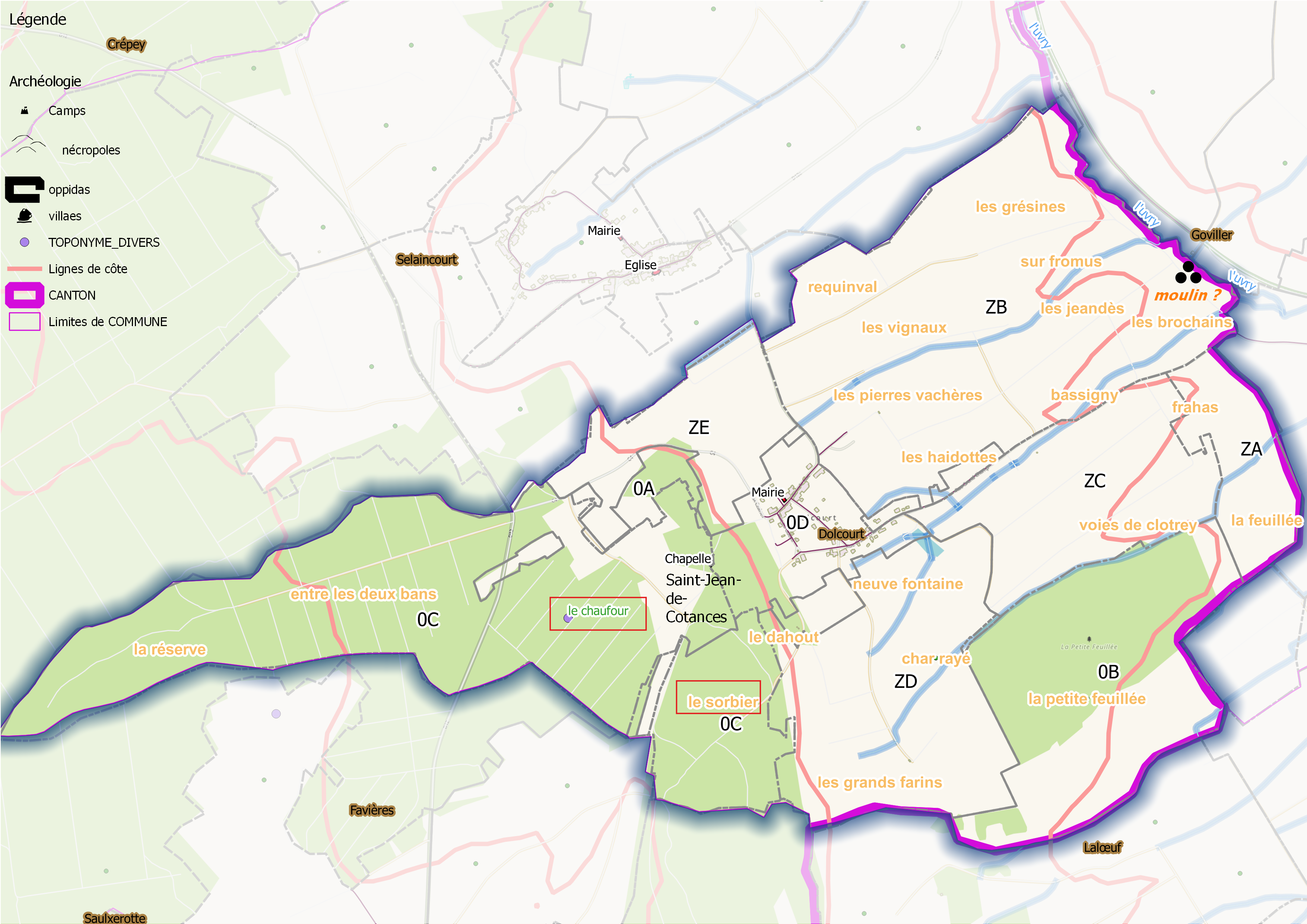
Fig. 1 - Dolcourt (ban communal).

Communes limitrophes
| Selaincourt |          | Goviller |
|             | Dolcourt |          |
| Favières    |          | Lalœuf   |

### Hydrographie
La commune est traversée par la ligne de partage des eaux entre les bassins versants du Rhin et de la Meuse au sein du bassin Rhin-Meuse. Elle est drainée par le ruisseau d'Uvry,.
Le ruisseau d'Uvry, d'une longueur de 13 km, prend sa source dans la commune de Crépey et se jette  dans le Brénon à Vézelise, après avoir traversé sept communes. 

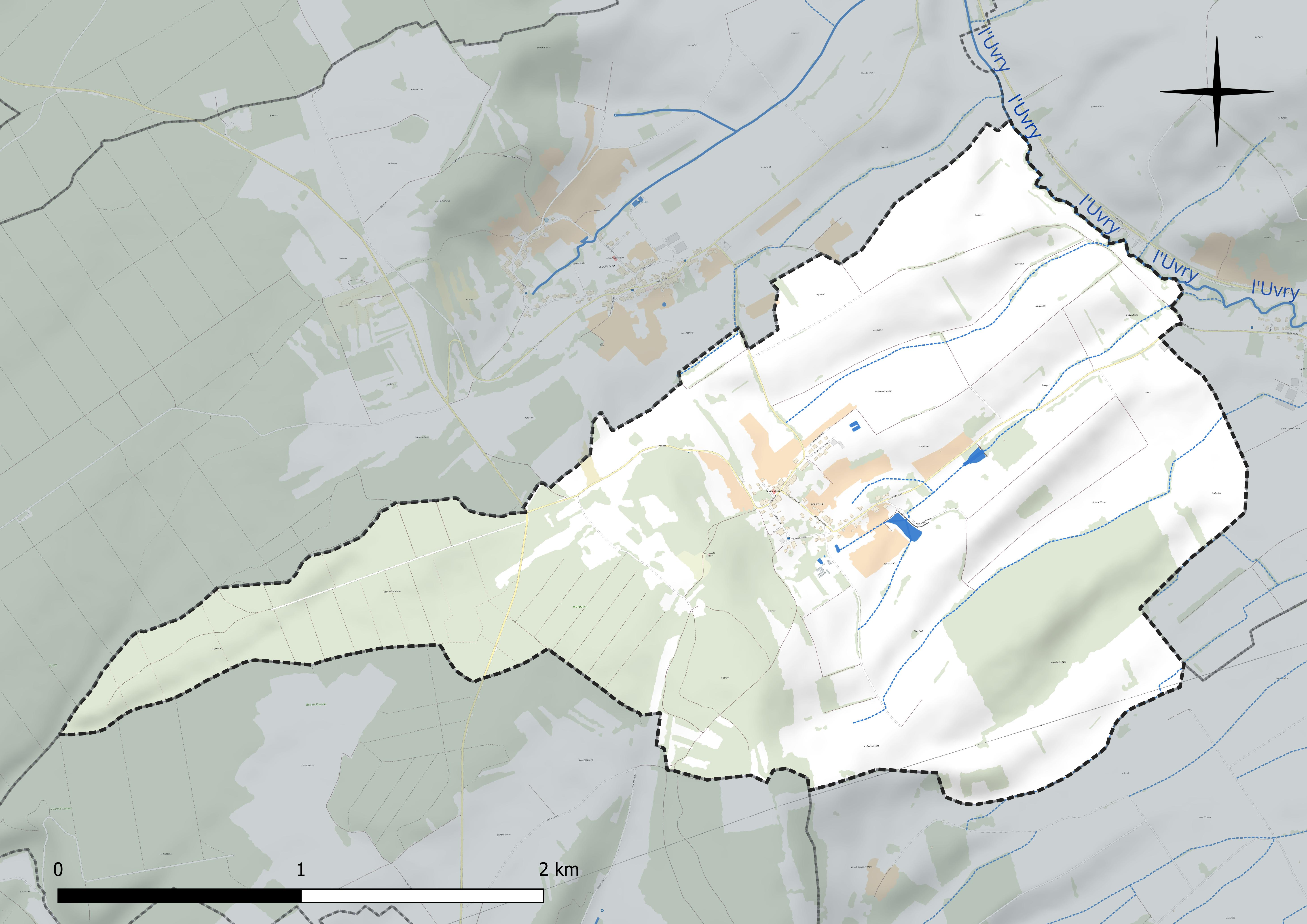
Réseau hydrographique de Dolcourt.

### Climat
Pour des articles plus généraux, voir Climat du Grand Est et Climat de Meurthe-et-Moselle.
En 2010, le climat de la commune est de type climat des marges montargnardes, selon une étude du Centre national de la recherche scientifique s'appuyant sur une série de données couvrant la période 1971-2000. En 2020, Météo-France publie une typologie des climats de la France métropolitaine dans laquelle la commune est dans une zone de transition entre le climat océanique altéré et le climat océanique altéré et est dans la région climatique  Lorraine, plateau de Langres, Morvan, caractérisée par un hiver rude (1,5 °C), des vents modérés et des brouillards fréquents en automne et hiver. 
Pour la période 1971-2000, la température annuelle moyenne est de 9,5 °C, avec une amplitude thermique annuelle de 16,9 °C. Le cumul annuel moyen de précipitations est de 879 mm, avec 12,2 jours de précipitations en janvier et 9,7 jours en juillet. Pour la période 1991-2020, la température moyenne annuelle observée sur la station météorologique de Météo-France la plus proche, « Nancy-Ochey », sur la commune d'Ochey à 11 km à vol d'oiseau, est de 10,5 °C et le cumul annuel moyen de précipitations est de 810,4 mm. 
La température maximale relevée sur cette station est de 39,6 °C, atteinte le 25 juillet 2019 ; la température minimale est de −19,1 °C, atteinte le 12 janvier 1987,,. 
Les paramètres climatiques de la commune ont été estimés pour le milieu du siècle (2041-2070) selon différents scénarios d'émission de gaz à effet de serre à partir des nouvelles projections climatiques de référence DRIAS-2020. Ils sont consultables sur un site dédié publié par Météo-France en novembre 2022.

## Urbanisme

### Typologie
Au 1er janvier 2024, Dolcourt est catégorisée commune rurale à habitat dispersé, selon la nouvelle grille communale de densité à sept niveaux définie par l'Insee en 2022.
Elle est située hors unité urbaine. Par ailleurs la commune fait partie de l'aire d'attraction de Nancy, dont elle est une commune de la couronne,. Cette aire, qui regroupe 353 communes, est catégorisée dans les aires de 200 000 à moins de 700 000 habitants,.

### Occupation des sols
L'occupation des sols de la commune, telle qu'elle ressort de la base de données européenne d’occupation biophysique des sols Corine Land Cover (CLC), est marquée par l'importance des territoires agricoles (67,5 % en 2018), une proportion identique à celle de 1990 (67,5 %). La répartition détaillée en 2018 est la suivante : prairies (59,3 %), forêts (20,7 %), milieux à végétation arbustive et/ou herbacée (11,8 %), zones agricoles hétérogènes (7,2 %), terres arables (1 %). L'évolution de l’occupation des sols de la commune et de ses infrastructures peut être observée sur les différentes représentations cartographiques du territoire : la carte de Cassini (XVIIIe siècle), la carte d'état-major (1820-1866) et les cartes ou photos aériennes de l'IGN pour la période actuelle (1950 à aujourd'hui).

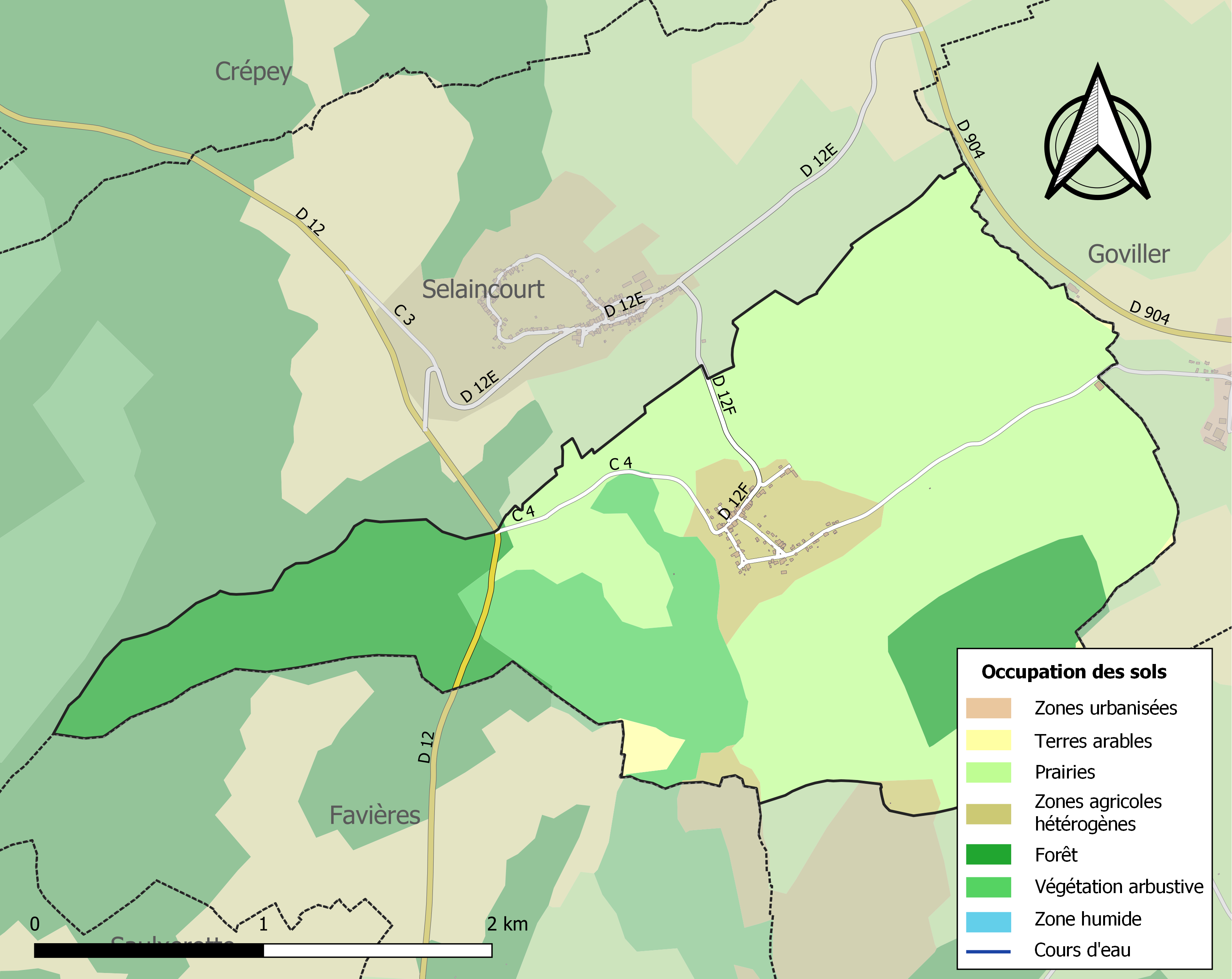
Carte des infrastructures et de l'occupation des sols de la commune en 2018 (CLC).

## Toponymie
Dolecourt (1317) ; Doullecourt (1336) ; Dollecourt, Doulecourt (1487) ; sont les graphies recensées par le dictionnaire topographique de la Meurthe dans les titres des seigneurs de Vaudémont.

L'abbé Grosse indique le nom de Dolosa Curia[Quand ?] comme latinisation médiévale et fantaisiste du village, la forme Dolo curtis [Quand ?] est aussi citée, reprenant le pouillé du père Benoit Picart.
Une carte des bois de Dolcourt a été dressée en 1726 qui mentionne des lieux-dits encore attestés sur le ban communal : Les Cantons de forbié (Sorbier) ; chaufour Maurice (Bois de Chauffour) ; fourneau de haye ;  honveau.

## Histoire
Les historiens indiquent que dès 1395, Ferry de Lorraine, comte de Vaudémont, et Marguerite de Joinville, sa femme, confirmèrent les franchises et privilèges des habitants de Dolcourt et Favières, et les dispensèrent de toutes rentes d'attelage et de rouage. Toutefois Nicolas de Lorraine rétablit leur assujetissement dans un arrêt de 1556 conservé aux archives départementales.
Le village était également possession temporelle de l'abbaye Saint-Epvre de Toul et annexe de Selaincourt et Favières.

## Politique et administration
| Période                                  | Période                   | Identité     | Étiquette | Qualité |
| ---------------------------------------- | ------------------------- | ------------ | --------- | ------- |
| Les données manquantes sont à compléter. |                           |              |           |         |
| mai 2020                                 | En cours (au 28 mai 2020) | Damien BONAL |           |         |

## Population et société

### Démographie
L'évolution du nombre d'habitants est connue à travers les recensements de la population effectués dans la commune depuis 1793. Pour les communes de moins de 10 000 habitants, une enquête de recensement portant sur toute la population est réalisée tous les cinq ans, les populations de référence des années intermédiaires étant quant à elles estimées par interpolation ou extrapolation. Pour la commune, le premier recensement exhaustif entrant dans le cadre du nouveau dispositif a été réalisé en 2008.

En 2022, la commune comptait 147 habitants, en évolution de +15,75 % par rapport à 2016 (Meurthe-et-Moselle : −0,13 %, France hors Mayotte : +2,11 %).
| 1793 | 1800 | 1806 | 1821 | 1831 | 1836 | 1841 | 1846 | 1851 |
| ---- | ---- | ---- | ---- | ---- | ---- | ---- | ---- | ---- |
| 192  | 206  | 202  | 188  | 227  | 250  | 256  | 246  | 249  |

| 1856 | 1861 | 1872 | 1876 | 1881 | 1886 | 1891 | 1896 | 1901 |
| ---- | ---- | ---- | ---- | ---- | ---- | ---- | ---- | ---- |
| 257  | 257  | 207  | 187  | 171  | 167  | 162  | 152  | 169  |

| 1906 | 1911 | 1921 | 1926 | 1931 | 1936 | 1946 | 1954 | 1962 |
| ---- | ---- | ---- | ---- | ---- | ---- | ---- | ---- | ---- |
| 135  | 114  | 105  | 98   | 88   | 76   | 80   | 84   | 90   |

| 1968 | 1975 | 1982 | 1990 | 1999 | 2006 | 2008 | 2013 | 2018 |
| ---- | ---- | ---- | ---- | ---- | ---- | ---- | ---- | ---- |
| 87   | 66   | 78   | 83   | 92   | 94   | 94   | 117  | 131  |

| 2022 | - | - | - | - | - | - | - | - |
| ---- | - | - | - | - | - | - | - | - |
| 147  | - | - | - | - | - | - | - | - |

## Économie
Lepage signale un moulin sur l'Uvry. L'abbé Grosse consacre un article très court au village dans son ouvrage précisant l'activité purement agricole de l'époque :
Surface territ., 343 hect., dont 180 en terres labour., 100 en bois et 36 en près.

### Secteur primaire ouAgriculture
Le secteur primaire comprend, outre les exploitations agricoles et les élevages, les établissements liés à l’exploitation de la forêt et les pêcheurs.
D'après le recensement agricole 2010 du Ministère de l'agriculture (Agreste), la commune de Dolcourt était majoritairement orientée sur l'élevage d'herbivores (auparavant sur l'élevage de bovins) sur une surface agricole utilisée d'environ 56 hectares (en deçà de la surface cultivable communale) en forte baisse depuis 1988 - Le cheptel en unité de gros bétail s'est réduit de 157 à 41 entre 1988 et 2010. Il n'y avait plus que 2 exploitations agricoles ayant leur siège dans la commune employant 1 unité de travail.

## Culture locale et patrimoine

### Lieux et monuments
- Le monument aux morts se trouvant tout en haut du village.
- Commune sans église paroissiale.
- Chapelle rurale perchée Saint-Jean-de-Cotances, se trouve dans les hauts du village, dans les bois au-dessus du monument aux morts, remaniée XIXe, réemplois gothiques et la croix des Foudroyés dans les hauts du village en direction de Favières, cette chapelle est dessinée sur le plan de 1726[21]

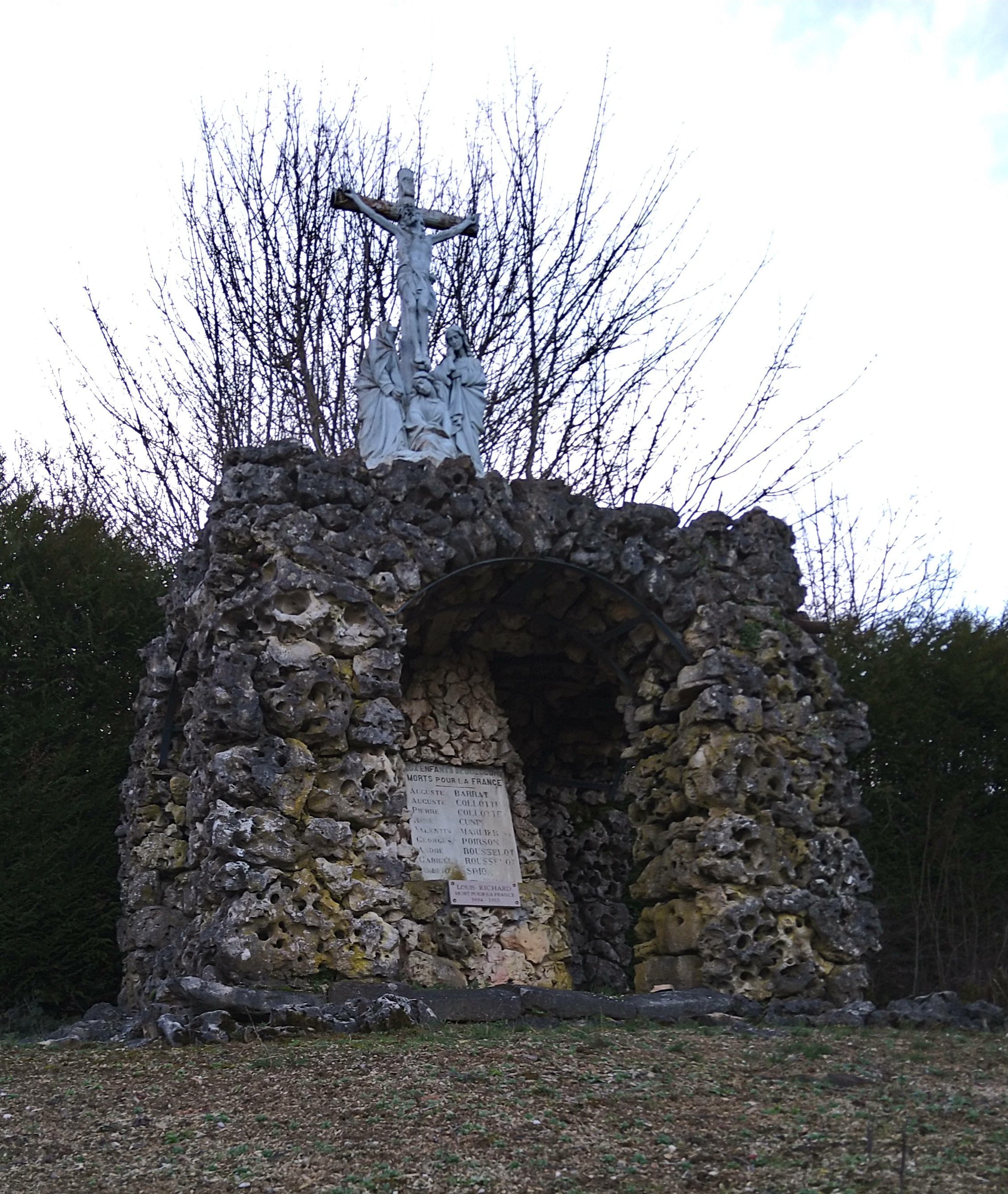
Monument au morts.
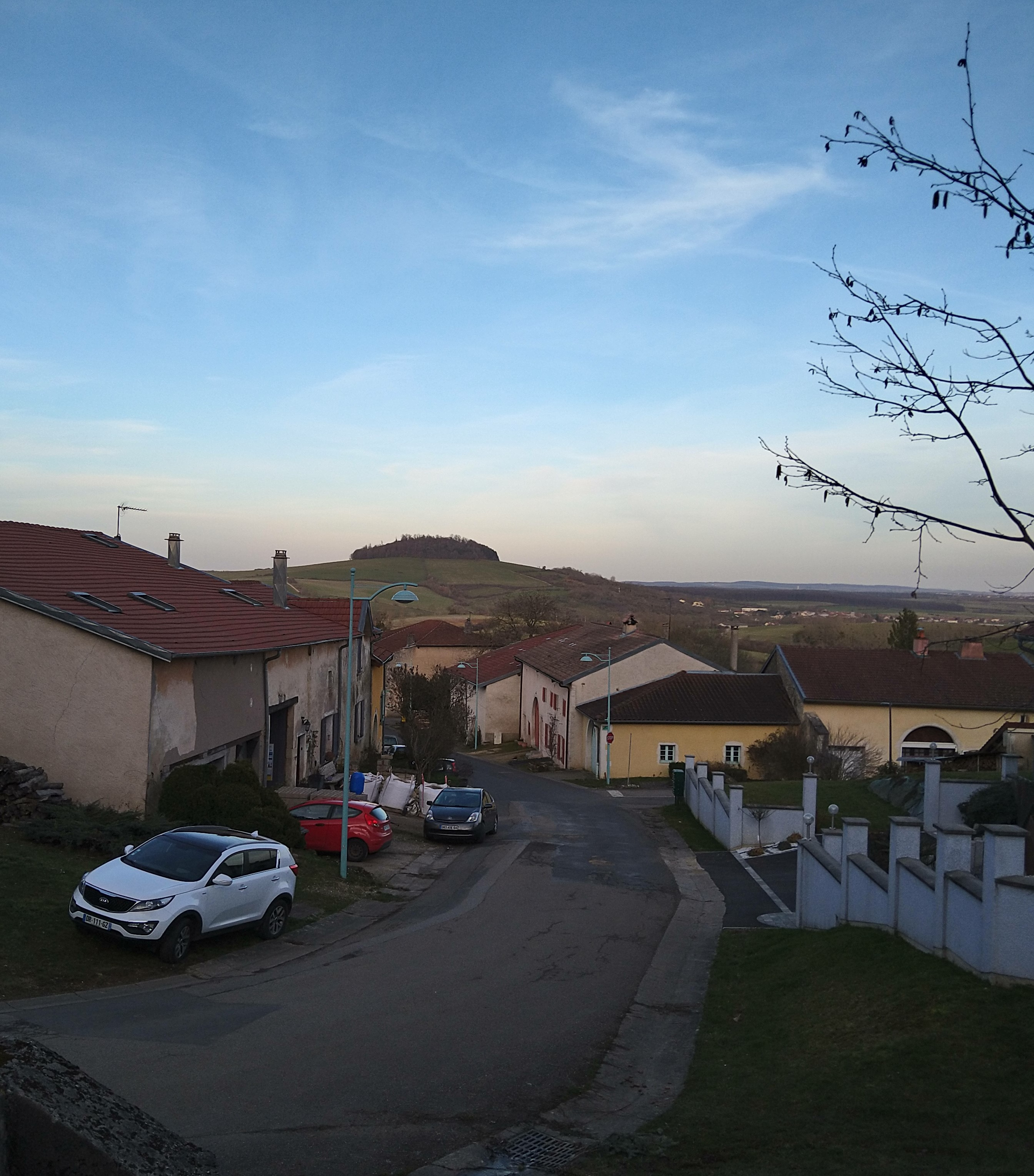
Vue vers le mont d'Anon.
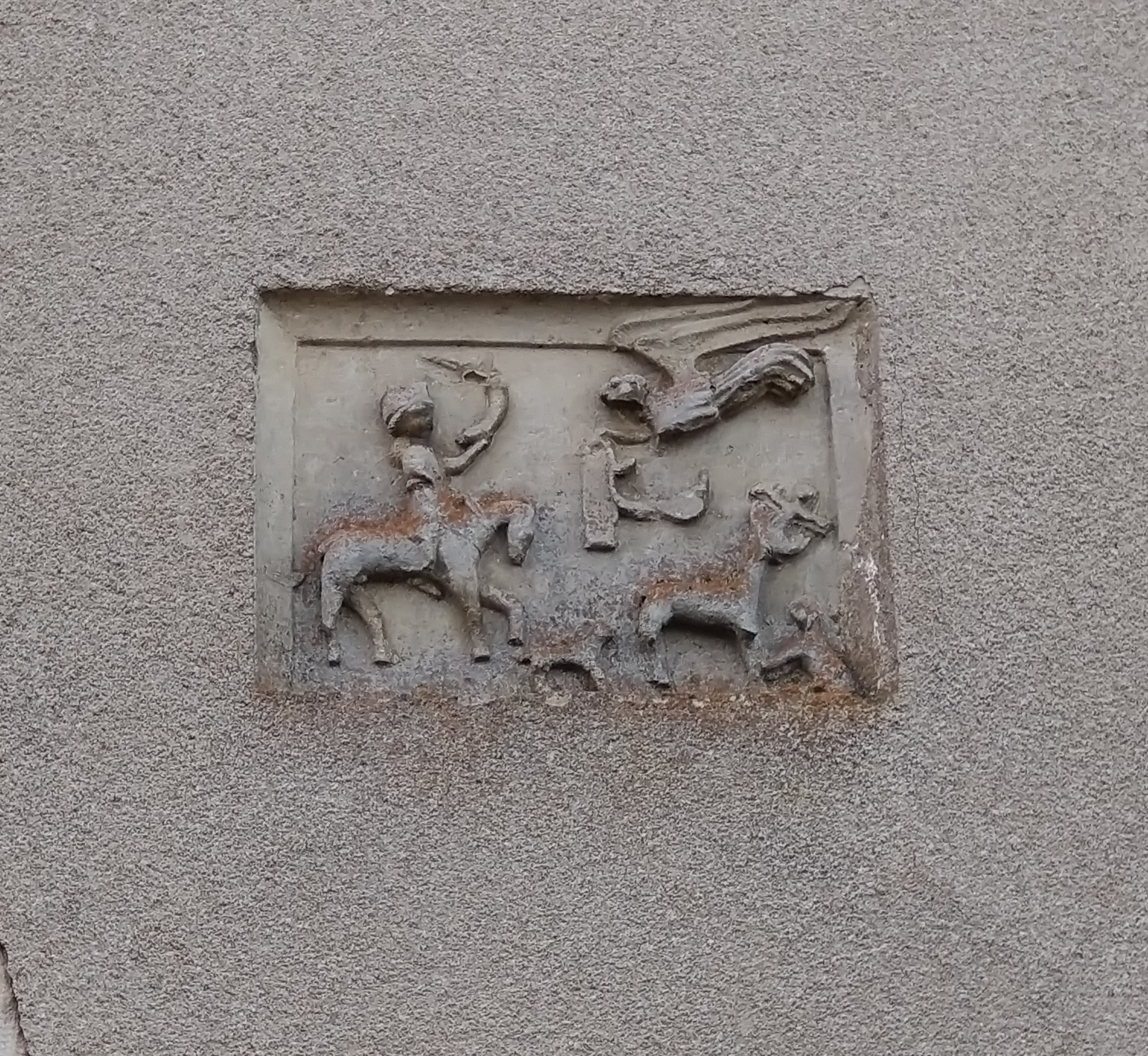
Saint-Hubert sur une façade.

### Héraldique, logotype et devise
| Blason de Dolcourt | Blason  | Coupé d'or à la bande de gueules chargée de trois alérions d'argent et de sinople à une chapelle d'argent. |
| Blason de Dolcourt | Détails | |